# Biserica Sfinții Apostoli Petru și Pavel din Panaci
Biserica Sfinții Apostoli Petru și Pavel este un edificiu construit din rocă vulcanică, aflat în Satul Panaci din (comuna Panaci, județul Suceava).
Este cunoscută și cu apelativul de Catedrala Munților din Panaci. Particularitatea ei este dată atât de detaliile arhitecturale cît mai ales de frumusețea frescelor ce împodobesc lăcașul atît la interior cît și la exterior.

## Date generale
Lăcașul aparține de Protopopiatul Câmpulung Moldovenesc, Arhiepiscopia Sucevei și Rădăuților, Mitropolia Moldovei și Bucovinei.

## Istoric
În Panaci parohia ce deservea și pe sătenii din satul Șaru Dornei, datează din 1846, slujbele erau însă oficiate de preotul din Șaru sau de cel din Păltiniș (călugăr). Fiind doar o bisericuță mică, în 1850-1854 s-a clădit în Panaci o biserică ceva mai mare (începută sub păstorirea preotului Theodor Mrejeru, și terminată sub cea a lui Toader Mîndrilă), construită din bârne, cu un turn central și cu clopopotniță aparte, cu interiorul pictat pe pânză de in în ulei de câtre frații Tomovici din Piatra Neamț. În primele zile din Primul Război Mondial, detașamentele armatei austro-ungare au jefuit și au incendiat biserica, oamenii plecați în pribegie neputând salva nimic. 
După război a fost înjghebat un mic paraclis din scândurile unei barăci. Paraclisul era lipsit complet de cele necesare celui mai simplu serviciu religios. Avea doar un singur clopot de 13 kg folosit și de școală. 
Actuala biserică supranumită Catedrala Munților a fost construită în stil neobizantin între 1928-1940 prin strădania primului preot localnic - Haralambie Lostun
Parohi 
- Theodor Mrejeru, localnic din Cotârgași - a fost primul paroh în 1850.
- Toader Mîndrilă din Câmpulung - a terminat biserica în anul 1854 și a păstorit până în 1902
- Dimitrie Mîndrilă – fiul celui de mai sus, până în 1912.
- Din 1912 și până în 1922 a păstorit preotul Aurel Gheorghițanu, originar din Bogata, județul Fălticeni.
- În 1922 a fost numit preot părintele Haralambie Lostun, cel mai longeviv paroh
- Din 1974 comunitatea s-a aflat sub păstorirea preotului Toader Petrovici
- Din  2000 fiul celui de mai sus, preotul Ovidiu Petrovici, a preluat frâiele vieții religioase locale. În perioada 2003-2005 aici a slujit în condominium și preotul Daniel Zelinca, actualul paroh din Coverca.

## Catedrala Munților
Este situată la circa 150 de metri de drum pe o  pantă înverzită. Este zidită din tuf vulcanic iar frontul, firidele și toate înfloriturile exterioare sunt din cărămidă arsă. Turnurile, cupolele, arcadele și bolțile interioare sunt construite din lemn, grinzi și din dulapi masivi, înveliți în mortar gros. 
Suprafața clădită în exterior cuprinde peste 300 mp. Înălțimea până la streașină este de 11 m, iar până la baza crucii de la turnul mare este de 33 m. 
Catapeteasma este sculptată în lemn de stejar masiv, de către sculptorul ieșean Vasile Crâșmaru. 
În anii 1967-1969 a fost îmbracată in frescă atît în interior cit și în exterior. Autorul frescei, Vasile Pascu din Focșani, a dat viață operei sale în aproximativ 3 ani. Pe frontispiciu a fost imprimat simbolul ochiului biblic.

## Complexul liturgic
Alături s-a construit între 1955-1959 o biserică din lemn mai mică având hramul „Intrarea în Biserică a Maicii Domnului”, cu rol de paraclis (servește ca lăcaș de cult în anotimpul friguros și pentru săvârșirea slujbelor de înmormântare și pomenire a morților), cu dimensiunile de 22 m lungime, 8 m lățime, cu turnul înalt de 22 m. Turnul are 2 etaje, în cel de sus se afla 4 clopote mari și 3 mai mici În greutate totală de 2380 kg. 
În 1979, paraclisul a fost pictat de arhimandritul Teodor Varahil Moraru, născut în acest sat și apoi intrat în rândul monahilor de la Piatra Neamț. Între anii 2007-2009 aici s-au efectuat restaurarea picturii, renovarea exterioară, împodobire cu odoare și mobilier, instalații.
Alături de cele două biserici, mai există o casă de prăznuire.

## Oportunități turistice de vecinătate
- Pasul Păltiniș care este cale de acces între Vatra Dornei și Județul Neamț, cu drum pavat cu bârne de lemn.
- Ansamblul monahal Schitul Piatra Tăieturii
- Depozitul fosilifer Glodu
- Arborele Zmeu
- Izvoarele de apă minerală
- Mănăstirea Catrinari